# 额雪列
额雪列（藏語：ཨེ་ཤོ་ལེགས།，威利转写：E sho legs，?—?）又译艾雪勒、矮雀利、鄂泬蕾。按照藏族的传统他是吐蕃王朝第10任赞普。他的大臣是吐蕃七智者的第二人拉浦果噶。根据《贤者喜宴》的记载，他是吐蕃王朝早期中列六王之首，敦煌藏文文献《赞普世系表》则记载他是中列六王之末。